# LDLC Arena
La LDLC Arena, appelée par contrat de naming avec LDLC pour la période 2023-2031, est une salle omnisports de la métropole de Lyon située à Décines-Charpieu, propriété d'Holnest, le groupe familial de Jean-Michel Aulas. Ouvert fin 2023, le bâtiment sert principalement pour le sport et les concerts.
Ce site est desservi par la ligne T7 du tramway de Lyon et la ligne de bus 85 à la station Décines OL Vallée.

## Historique

### Projet de construction

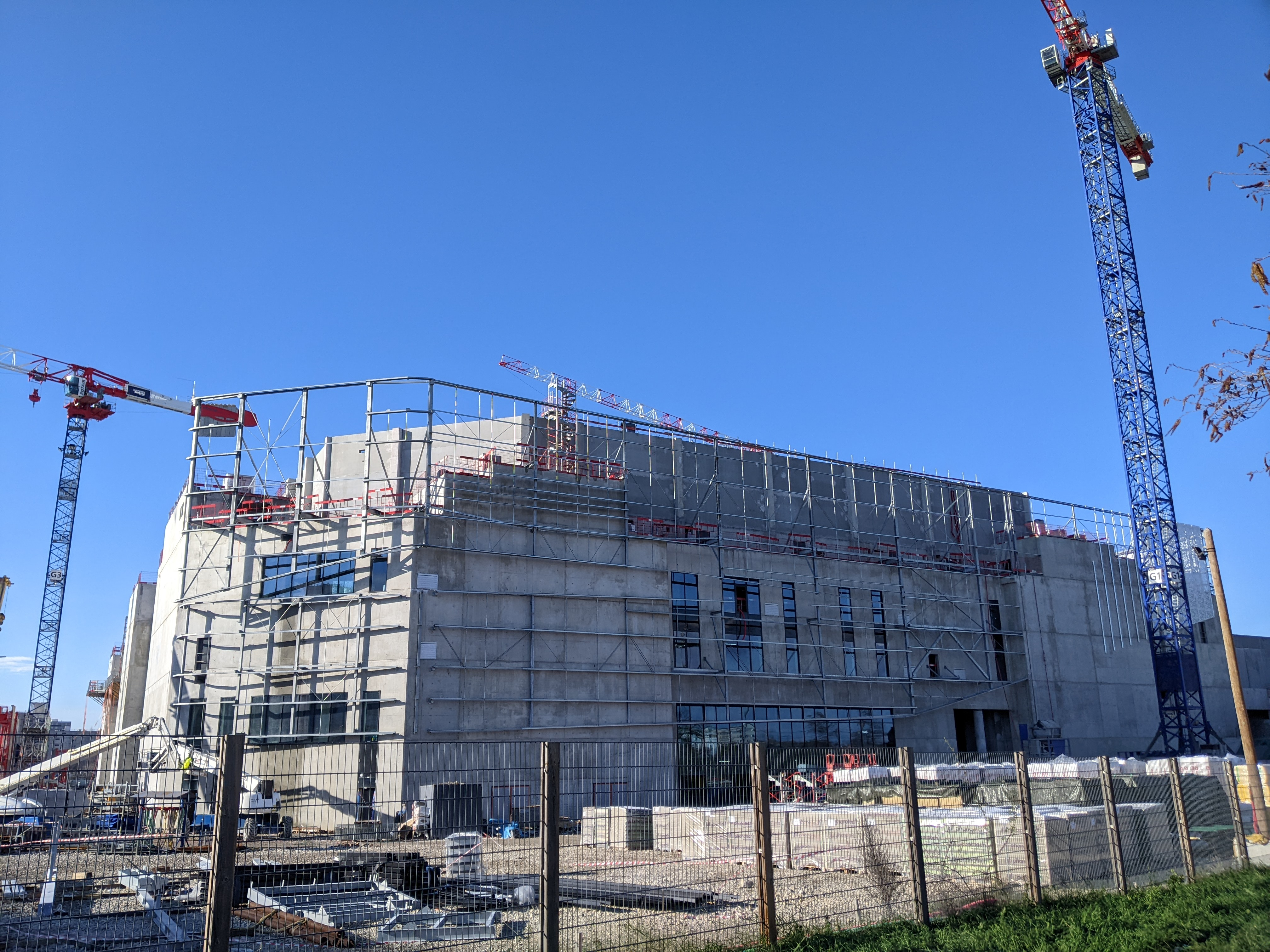
La salle en cours de construction en janvier 2023.

Le 7 décembre 2018, le club annonce un projet de salle multifonction. Cette future salle accueillera notamment les matchs de LDLC ASVEL en EuroLigue.
En février 2019, Jean-Michel Aulas, propriétaire et président de l'Olympique lyonnais, a annoncé son projet de construire une salle polyvalente à côté du stade. Il deviendrait une autre partie de l'OL Vallée et offrirait 10 000 à 15 000 places. Aulas a également indiqué que des discussions étaient en cours avec Tony Parker, propriétaire du club de basket de l'ASVEL Lyon-Villeurbanne, en vue d'un déménagement de l'Astroballe vers la nouvelle arène. En juin 2019, Aulas et Parker ont conclu un partenariat avec l'OL en prenant une participation minoritaire de 25% dans LDLC ASVEL et LDLC ASVEL féminin, l'ASVEL jouant ses matchs à domicile d'EuroLigue dans la nouvelle arène. Le club continuerait à jouer les matchs restants à l'Astroballe.
Mi-juin 2021, l'ASVEL Lyon-Villeurbanne a été acceptée comme actionnaire de l'EuroLigue avec un droit permanent de participation avec la licence A. Pour ce faire, le club avait besoin d'un lieu répondant aux exigences de l'EuroLigue pour les matchs internationaux ; l'Astroballe comptait 5 556 places.
En juillet 2021, l'Olympique lyonnais a confié aux cabinets d'architectes Populous et Citinea, filiale du groupe de BTP français Vinci, le contrat de conception et de construction de la salle polyvalente de Décines-Charpieu, une commune située dans la Métropole de Lyon. Selon des informations récentes, la salle offrirait entre 12 000 à 16 000 places et serait la plus grande salle événementielle en dehors de Paris, accueillant 80 à 120 événements par an, tels que des concerts, des compétitions sportives et e-sportives, des séminaires et des salons. Les deux sociétés étaient déjà impliquées dans la conception et la construction du Groupama Stadium, inauguré en 2016. Selon les plans, la construction, d'un coût prévu de 141 millions d'euros, débuterait fin 2021 et s'achèverait deux ans plus tard, fin 2023,. À la mi-octobre de la même année, le Groupe Olympique Lyonnais signe un contrat pluriannuel avec Live Nation Entertainment. L'accord a débuté avec une construction débutant début 2022,.
Le nom de la salle polyvalente a été présenté début décembre 2021. Le Groupe LDLC, propriétaire de magasins informatiques et technologiques et sponsor de l'ASVEL Lyon-Villeurbanne et de la division e-sport de l'Olympique Lyon, serait le sponsor titre de l'arène événementielle pendant huit ans.
Le gros œuvre a été achevé en février 2023. La toiture du hall a ensuite été réalisée. Il devait être fermé fin mars de la même année. La structure de support pèse 1 200 tonnes et s'étend sur 70 mètres. Pour obtenir un meilleur bilan CO2, la proportion de béton a été réduite de 25 % par rapport au plan initial et du béton à faible teneur en carbone a été utilisé. L'ouverture était prévue le 15 décembre 2023. LDLC ASVEL devait disputer annuellement 13 à 17 matchs dans l'arène.
Lors de la visite de l'arène le 12 septembre 2023, de Xavier Pierrot, directeur général adjoint d'OL Groupe et responsable de la LDLC Arena, et de Tony Parker, les premières animations dans le nouveau bâtiment ont été annoncées. Le 23 novembre, la LDLC ASVEL devait affronter le Bayern Munich en EuroLigue en ouverture. Au total, onze matchs de l'EuroLigue 2023-2024 devaient se jouer dans la LDLC Arena. L'humoriste Florence Foresti a également fait sa première apparition sur scène le 28 novembre. Sting et Lomepal devraient se produire en décembre de la même année. En 2024, suivent entre autres Calogero, Shaka Ponk, Patrick Bruel et Michel Sardou.
Comme on l’a appris fin septembre 2023, l’Olympique lyonnais entendait céder le contrôle partiel ou total de l’arène. L'entrepreneur américain John Textor a finalisé le rachat de l'Olympique lyonnais en décembre 2022 via sa holding Eagle Football Holdings. OL Groupe présentait une dette nette de 321 millions d'euros à fin 2022, selon ses derniers comptes annuels, qui faisaient état d'une perte nette au premier semestre de 60,7 millions d'euros. Textor souhaitait éliminer toutes les dettes non liées au Groupama Stadium d'ici deux ans. L'Olympique lyonnais a fait l'offre de 40% soit le contrôle total de la LDLC Arena. En mai 2023, le club cède une participation majoritaire dans l'équipe féminine de l'Olympique lyonnais à la femme d'affaires américaine Michele Kang. OL Groupe étudiait également la vente d'OL Reign, une franchise de football féminine de Tacoma de la NWSL.
Le 6 juin 2024, Jean-Michel Aulas, par le biais de son groupe familial Holnest, annonce avoir racheté la LDLC Arena au Groupe Eagle de John Textor. La salle est désormais détenue à 100% par HOLARENA, société constituée pour l'occasion, dont Holnest est actionnaire majoritaire à hauteur de 60%.

## Événements

### Concerts
| N° | Date              | Artiste | Evenement          | Affluence |
| -- | ----------------- | ------- | ------------------ | --------- |
| 1  | 1er décembre 2023 | Lomepal | Mauvais Ordre Tour |           |
| 2  | 13 décembre 2023  | Sting   | MY SONGS 2023      |           |

| N° | Date              | Artiste / Groupe         | Tournée / Événement              | Affluence |
| -- | ----------------- | ------------------------ | -------------------------------- | --------- |
| 3  | 17 janvier 2024   | Calogéro                 | A.M.O.U.R Tour                   |           |
| 4  | 2 février 2024    | Shaka Ponk               | Final Fucked Up Tour             |           |
| 5  | 3 février 2024    | Shaka Ponk               | Final Fucked Up Tour             |           |
| 6  | 7 février 2024    | Michel Sardou            | Je me souviens d'un Adieu        | 9 405     |
| 7  | 3 mars 2024       | Era                      | The Live Experience              |           |
| 8  | 10 mars 2024      | Hoshi                    | Cœur Parapluie Tour              |           |
| 9  | 20 mars 2024      | Grand Corps Malade       |                                  | 10 000    |
| 10 | 13 avril 2024     | Stars 80                 | Encore!                          |           |
| 11 | 14 avril 2024     | Slimane                  | Cupidon Tour                     |           |
| 12 | 14 mai 2024       | Étienne Daho             | Étienne Daho Show                |           |
| 13 | 26 mai 2024       | Bigflo et Oli            | Les autres c'est nous            |           |
| 14 | 27 mai 2024       | Jonas Brothers           | The Tour                         |           |
| 15 | 29 mai 2024       | Eric Clapton             | 60 years of touring              |           |
| 16 | 5 juin 2024       | Green Day                | The Saviors Tour                 |           |
| 17 | 6 juin 2024       | Patrick Bruel            | Tour 2024                        |           |
| 18 | 22 juin 2024      | Molière : l'Opéra Urbain | L'Incroyable Histoire d'un Génie |           |
| 19 | 22 juin 2024      | Molière : l'Opéra Urbain | L'Incroyable Histoire d'un Génie |           |
| 20 | 29 juin 2024      | Star Academy             |                                  |           |
| 21 | 6 juillet 2024    | Fally Ipupa              |                                  |           |
| 22 | 6 septembre 2024  | Justin Timberlake        | The Forget Tomorrow World Tour   |           |
| 23 | 7 septembre 2024  | Justin Timberlake        | The Forget Tomorrow World Tour   |           |
| 24 | 19 septembre 2024 | Slimane                  | Cupidon Tour                     |           |
| 25 | 21 septembre 2024 | Slimane                  | Cupidon Tour                     |           |
| 26 | 28 septembre 2024 | Jonas Brothers           |                                  |           |
| 27 | 2 octobre 2024    | Dadju & Tayc             |                                  |           |
| 28 | 3 octobre 2024    | Dadju & Tayc             |                                  |           |
| 29 | 4 octobre 2024    | Melanie Martinez         | The Trilogy Tour                 |           |
| 30 | 9 octobre 2024    | Starmania                | L'opéra rock                     |           |
| 31 | 10 octobre 2024   | Starmania                | L'opéra rock                     |           |
| 32 | 11 octobre 2024   | Starmania                | L'opéra rock                     |           |
| 33 | 12 octobre 2024,  | Starmania                | L'opéra rock                     |           |
| 34 | 13 octobre 2024   | Starmania                | L'opéra rock                     |           |
| 35 | 7 novembre 2024   | Sleep Token              | 2024 UK + euro tour              |           |
| 36 | 26 octobre 2024   | Red Bull SoundClash      |                                  |           |
| 37 | 7 novembre 2024   | Sleep Token              |                                  |           |
| 38 | 11 novembre 2024  | Foot Concert             |                                  | 6 000     |
| 39 | 20 novembre 2024  | Patrick Bruel            | Tour 2024                        |           |
| 40 | 23 novembre 2024  | SCH                      |                                  |           |
| 41 | 28 novembre 2024  | Calogero                 |                                  |           |
| 42 | 7 décembre 2024   | Gims                     | LDVM Tour                        |           |
| 43 | 8 décembre 2024   | Slimane                  |                                  |           |
| 44 | 15 décembre 2024  | Vitaa                    |                                  |           |

| N°  | Date              | Artiste                 | Evénement                       | Affluence            |
| --- | ----------------- | ----------------------- | ------------------------------- | -------------------- |
| 45  | 18 janvier 2025   | ATEEZ                   | Towards The Light Will To Power | 12 000               |
| 46  | 25 janvier 2025   | SCH                     |                                 |                      |
| 47  | 1 février 2025    | Justice                 |                                 |                      |
| 48  | 4 février 2025    | Indochine               | Arena Tour                      | 13 200               |
| 49  | 5 février 2025    | Indochine               | Arena Tour                      | Total 4 dates 54 000 |
| 50  | 7 février 2025    | Indochine               | Arena Tour                      | Total 4 dates 54 000 |
| 51  | 8 février 2025    | Indochine               | Arena Tour                      | Total 4 dates 54 000 |
| 52  | 13 février 2025   | Era                     |                                 |                      |
| 53  | 14 février 2025   | Toto                    |                                 |                      |
| 54  | 15 février 2025   | Jean-Louis Aubert       |                                 |                      |
| 55  | 22 février 2025   | Lenny Kravitz           |                                 |                      |
| 56  | 25 février 2025   | Gims                    |                                 |                      |
| 57  | 6 mars 2025       | Ludovico Einaudi        |                                 |                      |
| 58  | 14 mars 2025      | Julien Doré             |                                 |                      |
| 59  | 20 mars 2025      | Rock Symphony Orchestra |                                 |                      |
| 60  | 21 mars 2025      | André Rieu              |                                 |                      |
| 61  | 22 mars 2025      | Clara Luciani           |                                 | 13 000               |
| 62  | 4 avril 2025      | Star Academy            | Tour 2025                       |                      |
| 63  | 11 avril 2025     | Pierre Garnier          |                                 | 12 000               |
| 64  | 20 avril 2025     | Reperkusund             |                                 |                      |
| 65  | 24 avril 2025     | Twenty One Pilots       | The Clancy World Tour           | Complet              |
| 66  | 26 avril 2025     | Ghost                   | Skeletour World Tour 2025       | 10 700               |
| 67  | 15 mai 2025       | Dua Lipa                | Radical Optimism Tour           | 27 000               |
| 68  | 16 mai 2025       | Dua Lipa                | Radical Optimism Tour           | 27 000               |
| 69  | 24 mai 2025       | Michel Polnareff        |                                 |                      |
| 70  | 14 juin 2025      | Star Academy            | Tour 2025                       |                      |
| 71  | 24 juin 2025      | Falling in Reverse      |                                 |                      |
| 72  | 25 juin 2025      | Slipknot                |                                 |                      |
| 73  | 8 juillet 2025    | Nine Inch Nails         | Peel It Back Tour 2025          |                      |
| 74  | 10 juillet 2025   | Kylie Minogue           | Tension Tour                    |                      |
| 75  | 24 septembre 2025 | Synthony                |                                 |                      |
| 76  | 25 septembre 2025 | Drag Race France        | Live All Stars                  |                      |
| 77  | 10 Octobre 2025   | Indochine               | Arena Tour                      | Complet              |
| 78  | 11 Octobre 2025   | Indochine               | Arena Tour                      | Complet              |
| 79  | 17 octobre 2025   | Indochine               | Arena Tour                      | Complet              |
| 80  | 18 octobre 2025   | Indochine               | Arena Tour                      | Complet              |
| 81  | 24 octobre 2025   | Gazo                    |                                 |                      |
| 82  | 26 octobre 2025   | Helena                  |                                 |                      |
| 83  | 1 novembre 2025   | Soprano                 |                                 |                      |
| 84  | 2 novembre 2025   | Soprano                 |                                 |                      |
| 85  | 6 novembre 2025   | Dropkick Murphys        |                                 |                      |
| 86  | 7 novembre 2025   | Katy Perry              | The Lifetimes Tour              |                      |
| 87  | 8 novembre 2025   | Jamiroquai              |                                 |                      |
| 88  | 13 novembre 2025  | Lady Gaga               | The Mayhem Ball Tour            | Complet              |
| 89  | 14 novembre 2025  | Lady Gaga               | The Mayhem Ball Tour            | Complet              |
| 90  | 15 novembre 2025  | Vitaa                   |                                 |                      |
| 91  | 16 novembre 2025  | Jean-Louis Aubert       |                                 |                      |
| 92  | 21 novembre 2025  | Nej'                    |                                 |                      |
| 93  | 22 novembre 2025  | Pierre Garnier          |                                 |                      |
| 94  | 24 novembre 2025  | Véronique Sanson        | J'ai eu envie de vous revoir    |                      |
| 95  | 26 novembre 2025  | Gims                    |                                 |                      |
| 96  | 27 novembre 2025  | Gims                    |                                 |                      |
| 97  | 28 novembre 2025  | Gims                    |                                 |                      |
| 98  | 29 novembre 2025  | Sabaton                 |                                 |                      |
| 99  | 4 décembre 2025   | Lamomali                |                                 |                      |
| 100 | 5 décembre 2025   | Julien Doré             |                                 |                      |
| 101 | 6 décembre 2025   | Matt Pokora             |                                 |                      |
| 102 | 10 décembre 2025  | Gojira                  | France 2025                     |                      |

| N°  | Date            | Artiste          | Evénement        | Affluence |
| --- | --------------- | ---------------- | ---------------- | --------- |
| 103 | 20 janvier 2026 | Electric Callboy |                  |           |
| 104 | 4 février 2026  | DJ Kore          |                  |           |
| 105 | 5 février 2026  | Clara Luciani    |                  |           |
| 106 | 5 mars 2026     | Santa            |                  |           |
| 107 | 6 mars 2026     | Kendji Girac     |                  |           |
| 108 | 8 mars 2026     | Stars 80         | Stars 80 Forever |           |
| 109 | 18 mars 2026    | Florent Pagny    |                  |           |
| 110 | 19 mars 2026    | Florent Pagny    |                  |           |
| 111 | 21 mars 2026    | Florent Pagny    |                  |           |
| 112 | 22 mars 2026    | Florent Pagny    |                  |           |
| 113 | 24 mars 2026    | Hans Zimmer      | The Next Level   |           |
| 114 | 27 mars 2026    | Eros Ramazzotti  |                  |           |
| 115 | 4 avril 2026    | Julien Doré      |                  |           |
| 116 | 23 mai 2026     | Zucchero         |                  |           |

| N°  | Date              | Artiste       | Evénement | Affluence |
| --- | ----------------- | ------------- | --------- | --------- |
| 117 | 14 janvier 2027   | Claudio Capéo |           |           |
| 118 | 24 septembre 2027 | Julien Clerc  |           |           |

### One-(wo)man-shows
| Date             | Humoriste           | Spectacle                   | Affluence |
| ---------------- | ------------------- | --------------------------- | --------- |
| 28 novembre 2023 | Florence Foresti    | Boys boys boys              | 9 500     |
| 15 juin 2024     | Redouane Bougheraba | On m’appelle LDLC Arena     |           |
| 31 janvier 2025  | Alban Ivanov        | Alban Ivanov est Cathodique |           |
| 13 mars 2025     | Ines Reg            | On est ensemble             |           |
| 23 mai 2025      | Gad Elmaleh         | Lui-même                    |           |

### Événements sportifs
| Date             | Compétition | Adversaire        | Affluence |
| ---------------- | ----------- | ----------------- | --------- |
| 3 juin 2025      | Elite       | AS Monaco         | 8 542     |
| 18 avril 2025    | Elite       | JL Bourg          | 11 025    |
| 25 mars 2025     | EuroLigue   | Olympiakos        | 11 782    |
| 7 mars 2025      | EuroLigue   | Maccabi Tel-Aviv  | 7 825     |
| 24 janvier 2025  | EuroLigue   | FC Barcelone      | 11 677    |
| 14 janvier 2025  | EuroLigue   | Partizan Belgrade | 8 774     |
| 2 janvier 2025   | EuroLigue   | Olimpia Milan     | 11 526    |
| 22 décembre 2024 | Élite       | Paris Basketball  | 11 665    |
| 3 décembre 2024  | EuroLigue   | Real Madrid       | 8 995     |
| 29 novembre 2024 | EuroLigue   | Anatolu Efes      | 7 917     |
| 8 novembre 2024  | EuroLigue   | Fenerbahçe        | 8 752     |
| 1 novembre 2024  | EuroLigue   | Bayern Munich     | 8 987     |
| 18 octobre 2024  | EuroLigue   | Saski Baskonia    | 8 433     |
| 12 avril 2024    | EuroLigue   | FC Barcelone      | 11 532    |
| 28 mars 2024     | EuroLigue   | AS Monaco         | 8 907     |
| 15 mars 2024     | EuroLigue   | Anatolu Efes      | 8 566     |
| 1 mars 2024      | EuroLigue   | Olimpia Milan     | 8 684     |
| 30 janvier 2024  | EuroLigue   | Fenerbahçe        | 8 722     |
| 28 décembre 2023 | EuroLigue   | Real Madrid       | 11 524    |
| 22 décembre 2023 | EuroLigue   | Olympiakós        | 8 488     |
| 14 décembre 2023 | EuroLigue   | Panathinaikós     | 8 325     |
| 8 décembre 2023  | EuroLigue   | Valence BC        | 8 287     |
| 23 novembre 2023 | EuroLigue   | Bayern Munich     | 11 354    |

| Date                | Événement                 | Événement                 | Sport                  | Affluence |
| ------------------- | ------------------------- | ------------------------- | ---------------------- | --------- |
| 3 mai 2024          | WWE SmackDown             | WWE SmackDown             | Catch                  | 11 000    |
| 4 mai 2024          | WWE Backlash France       | WWE Backlash France       | Catch                  | 11 628    |
| 11 mai 2024         | France                    | États-Unis                | Handball               | 9 500     |
| 12 juillet 2024     | France                    | Serbie                    | Basket-ball            | 10 000    |
| 12 juillet 2024     | France                    | Serbie                    | Basket-ball            | 10 000    |
| 12 mars 2025        | France                    | Danemark                  | Handball               | 10 489    |
| 10 mai 2025         | XTB KSW 106               | XTB KSW 106               | MMA                    | 9 000     |
| 29 août 2025        | WWE SmackDown             | WWE SmackDown             | Catch                  |           |
| 6-7 septembre 2025  | Championnat global FNCS   | Championnat global FNCS   | Esport (Fortnite)      |           |
| 9-14 septembre 2025 | Championnat du monde RLCS | Championnat du monde RLCS | Esport (Rocket League) |           |
| 12-28 mai 2028      | Championnat du monde      | Championnat du monde      | Hockey sur glace       |           |

### Autres spectacles
| Date             | Artiste / Groupe | Tournée / Événement | Affluence |
| ---------------- | ---------------- | ------------------- | --------- |
| 26 décembre 2024 | Cirque du Soleil | Corteo              |           |
| 27 décembre 2024 | Cirque du Soleil | Corteo              |           |
| 28 décembre 2024 | Cirque du Soleil | Corteo              |           |
| 29 décembre 2024 | Cirque du Soleil | Corteo              |           |